# Министерство науки и высшего образования Российской Федерации
Министерство науки и высшего образования Российской Федерации (Минобрнауки России) — федеральный орган исполнительной власти России, осуществляющий функции по выработке и реализации государственной политики и нормативно-правовому регулированию в сфере высшего образования и соответствующего дополнительного профессионального образования, а также научной, научно-технической и инновационной деятельности и развитию федеральных центров науки и высоких технологий, государственных научных центров и наукоградов.
Образовано 15 мая 2018 года в соответствии с Указом Президента Российской Федерации «О структуре федеральных органов исполнительной власти».

## История
Министерство науки и высшего образования Российской Федерации образовано в 2018 году в результате разделения Министерства образования и науки Российской Федерации на два ведомства и передачи новому министерству полномочий ФАНО России. На пост министра назначен бывший руководитель ФАНО.
18 июня 2018 года на заседании Правительства РФ было утверждено "Положение о Министерстве науки и высшего образования Российской Федерации, определившее полномочия и функции данного министерства. Официально установлено также его сокращённое наименование: «Минобрнауки» (ранее использовавшееся применительно к Министерству образования и науки).
Согласно Постановлению Правительства Российской Федерации от 15 июня 2018 года № 682, Министерству науки и высшего образования Российской Федерации разрешается иметь до 9 заместителей министра, в том числе одного первого заместителя министра и одного статс-секретаря — заместителя министра, а также до 25 департаментов по основным направлениям деятельности Министерства в структуре центрального аппарата и 3 территориальных органа.
Центральный аппарат Министерства науки и высшего образования (Минобрнауки) Российской Федерации, согласно постановлению, размещён в г. Москве, ул. Тверская, д. 11, строения 1 и 4, Брюсов пер., д. 11 и д. 21, строения 1 и 2, ул. Солянка, д. 14.

## Руководство

### Министры
ныне действующие:
- Фальков Валерий Николаевич (с 21 января 2020 года).

бывшие:
- Котюков Михаил Михайлович (с 18 мая 2018 года по 15 января 2020 года, и. о. с 16 января 2020 года по 21 января 2020 года)[3].

### Заместители министра

#### Действующие
- Афанасьев Дмитрий Владимирович (с 20 апреля 2020 года)[4]
- Гатиятов Айрат Ринатович (с 30 июня 2021 года);
- Грудинина Елена Михайловна (с 23 сентября 2024 года);
- Могилевский Константин Ильич (с 19 декабря 2022 года);
- Омельчук Андрей Владимирович (с 26 марта 2020 года);[5]
- Петрова Ольга Викторовна (с 22 февраля 2023 года);
- Пышный Дмитрий Владимирович (с 22 ноября 2022 года);
- Секиринский Денис Сергеевич (с 22 ноября 2022 года).

#### Бывшие
- Переверзева, Валентина Викторовна (март 2017—2018)[6]
- Боровская Марина Александровна (24 июля 2018 — 30 марта 2020)[7][8];
- Комаров Игорь Анатольевич (10 июля 2018 — 7 сентября 2018)[9][10];
- Кузьмин Сергей Владимирович (18 июня 2018 — 7 апреля 2020)[11][12][13];
- Лукашевич Марина Борисовна (19 июля 2018 — 20 июля 2020)[14][15];
- Люлин Сергей Владимирович (31 марта 2020 — 31 октября 2020)[16][17];
- Солодовников Денис Анатольевич (27 декабря 2018 — 23 сентября 2019)[18][19];
- Степанов Александр Владимирович (18 июня 2018 — 7 апреля 2020)[11][13][20];
- Трубников Григорий Владимирович (18 июня 2018 — 27 марта 2020)[11][21][22].
- Кучеренко Пётр Александрович (31 марта 2020 — 20 мая 2023)[16][23];
- Бочарова Наталья Александровна (28 июля 2018 — 19 декабря 2022)[24];
- Дружинина Елена Сергеевна (13 апреля 2020 — 3 октября 2022)[25];
- Нарукавников Александр Вячеславович (30 ноября 2019 — 15 сентября 2022)[26];
- Медведев Алексей Михайлович (18 июня 2018 — 5 сентября 2022)[11][27]
- Кирьянова Дарья Борисовна (3 октября 2022 — 23 сентября 2024)

## Эмблема министерства
8 февраля 2019 года, в День российской науки, на Федеральном портале проектов нормативных правовых актов был размещён проект приказа Министерства науки и высшего образования Российской Федерации «Об учреждении геральдического знака — эмблемы Министерства науки и высшего образования Российской Федерации». 25 февраля 2019 года министром науки и высшего образования РФ был подписан приказ № 9н, который утвердил официальную эмблему Министерства. 20 марта 2019 г. приказ был зарегистрирован в Министерстве юстиции России и 1 апреля вступил в законную силу.

Описание эмблемы в Приложении № 2 к приказу № 9н:
Геральдический знак — эмблема Министерства науки и высшего образования Российской Федерации представляет собой изображение двуглавого орла золотистого цвета с распростёртыми поднятыми вверх распущенными крыльями. Орёл увенчан двумя малыми золотыми коронами и над ними одной большой золотой короной, соединёнными золотой лентой. В правой лапе орла — скипетр, в левой — держава. На груди орла в синем щите — сидящая прямо на фоне золотого цикломора серебряная сова, держащая в лапах две золотые ветви, расположенные горизонтально. 
Пресс-центр Министерства науки и высшего образования Российской Федерации на основе официальной эмблемы Министерства разработал фирменный стиль Министерства, в состав которого входят: стилеобразующие элементы; эмблема Минобрнауки в четырёх исполнениях — в основном и упрощённом цветных и в основном и упрощённом монохромных вариантах; эмблема Минобрнауки также в четырёх исполнениях, но с размещённой справа от эмблемы надписью «Министерство науки и высшего образования Российской Федерации» на русском и английском языках; фасадные таблички подведомственных организаций; шаблон для подготовки презентаций.

## Санкции
20 июля 2023 года, на фоне вторжения России на Украину, Минобрнауки России внесено в санкционный список Канады как «организация причастная к попыткам Кремля „русифицировать“ культуру Украины». Ранее, 10 июня 2022 года, под канадские санкции попали министерства образования и науки Запорожской и Херсонской областей, учрежденные Россией на оккупированных территориях Запорожской и Херсонской области Украины

## Ведомственные награды
Приказом Министерства науки и высшего образования РФ от 11 декабря 2018 г. № 71н установлены следующие ведомственные награды:
- знак отличия Министерства науки и высшего образования Российской Федерации;
- Медаль К. Д. Ушинского;
- Медаль «За безупречный труд и отличие»;
- Медаль «За вклад в реализацию государственной политики в области образования и научно-технологического развития»;
- Почётное звание «Почётный работник сферы образования Российской Федерации»;
- Знак «Почетный работник науки и высоких технологий»Почётное звание «Почётный работник науки и высоких технологий Российской Федерации»;
- Почетное звание «Почетный работник сферы молодёжной политики Российской Федерации»;
- Звание «Почетный работник» Министерства науки и высшего образования Российской Федерации";
- Нагрудный знак «Почётный наставник»;
- Нагрудный знак «Молодой ученый»;
- Почётная грамота Министерства науки и высшего образования Российской Федерации.